# Климатска промена (535—536)
Климатска промена (535—536) се односи на неколико значајних одступања светске климе у 535. и 536. години. Византијски историчар Прокопије из Цезареје забележио је да је Сунце давало светлост без пуног сјаја и да је изгледало као да је сунце помрачено, јер није давало јасну светлост. 

## Најслабији прираст дрвећа и многи докази о захлађењу
Дендролог Мајк Бејли са краљевског универзитета у Белфасту извршио је анализу дрвећа и годова на дрвећу. Том анализом се показало да је ирски храст имао изузетно слаб прираст 535, а други јаки пад је био 542, после деломичног опоравка. До сличних налаза дошло се и анализом годова дрвећа у Шведској, Финској, Сијера Невади и у Чилеу.
Бројни извори тога доба забележили су и многе друге феномене повезане са необичном климом тога периода:
- ниска температура, чак и снег током лета
- тамни облаци и само неколико сати сунца током дана
- бројни извештаји о готово ноћној тами у подне
- поплаве у дотад сувим подручјима
- велико смањење приноса жита.

## Повезивање те појаве са вулканском зимом
Закључило се да су такве појаве због прашине или пепела у ваздуху након удара комете или метеорита или након ерупције вулкана (феномен познатог као вулканска зима). Слична појава десила се 1816. и та година је названа Година без лета, а повезана је са ерупцијом вулкана Тамбора у Индонезији.
Догађаји из 536. и глад која је уследила предлагала се као објашњење појаве да су виши слојеви у Скандинавији жртвовали велике количине злата на крају периода сеоба, да би умирили љутите богове и да би вратили сунчеву светлост.

## Истраживања у последње време
- Стадерс је 1984. претпоставио да је тај догађај изазвао вулкан Рабаул у данашњој Папуи Новој Гвинеји. Тезу је објавио у часопису Нејчер.[1]
- Дејвид Киз је 1999. у својој књизи Катастрофа: Потрага за пореклом модерног света ("Catastrophe: A Quest for the Origins of the Modern World) претпоставио да је вулкан Кракатау експлодирао у то време и изазвао те промене. Његову претпоставку подупире амерички вулканолог Кен Волец.

Киз је претпоставио да је промена климе могла бити узрок многих других појава као што су: 
- појава Јустинијанове куге (541—542) као прве пандемије
- миграција Монгола према западу
- опадање моћи Авара
- крај Персијског царства
- успон ислама
- пад Теотиуакана.

Ипак, Кизова и Волецова теорија још није најшире прихваћена. Потребан је доказ у виду вулканских седимената.